# Turanana laspura
Turanana laspura är en fjärilsart som beskrevs av Evans 1932. Turanana laspura ingår i släktet Turanana och familjen juvelvingar. Inga underarter finns listade i Catalogue of Life.